# Schauenburg, Hessen
Schauenburg är en kommun i Landkreis Kassel i Regierungsbezirk Kassel i förbundslandet Hessen i Tyskland.
Kommunen bildades 1 augusti 1972 genom en sammanslagning av de tidigare kommunerna Elgershausen und Hoof. Kommunerna Breitenbach, Elmshagen och Martinhagen uppgick i Hoof 31 december 1971.